# 푸본생명보험
푸본생명보험(富邦人壽, Fubon Life Insurance Co., Ltd.)은 중화민국의 생명보험사이며, 푸본금융지주가 모회사이다.